# Fístula
Una fístula, en anatomia patològica, és una connexió anormal entre dos espais (tècnicament, dues superfícies epitelitzades) buits o plens d'un líquid, com ara vasos sanguinis, intestins o altres òrgans buits. Els tipus de fístules es poden descriure per la seva ubicació. Les fístules anals connecten entre el canal anal i la pell perianal. Les fístules rectovaginals o anovaginals es produeixen quan es desenvolupa un forat entre el recte o l'anus i la vagina. Les fístules colovaginals es produeixen entre el còlon i la vagina. Les fístules del tracte urinari són obertures anormals dins del tracte urinari o una connexió anormal entre el tracte urinari i un altre òrgan, com ara entre la bufeta i l'úter en una fístula vesicouterina, entre la bufeta i la vagina en una fístula vesicovaginal i entre la uretra i la vagina en la fístula uretrovaginal. Quan es produeix entre dues parts de l'intestí, es coneix com a fístula enteroenteral, entre l'intestí prim i la pell com a fístula enterocutània i entre el còlon i la pell com a fístula colocutània.
Les fístules poden ser produïdes per una infecció o inflamació, una lesió o una cirurgia. De vegades, les fístules es creen quirúrgicament com a part d'un tractament, per exemple, les fístules arteriovenoses per a l'hemodiàlisi.
El tractament de la fístula varia segons la causa i l'extensió de la fístula, però sovint implica una intervenció quirúrgica combinada amb antibiòtics. En alguns casos, la fístula es cobreix temporalment amb una cola o tap de fibrina. Es poden requerir catèters per drenar una fístula.
Mundialment, cada any entre 50.000 i 100.000 dones es veuen afectades per fístula relacionada amb el part. En botànica, el terme és més comú en les seves formes adjectivals, on s'utilitza en noms binomials per referir-se a espècies que es distingeixen per estructures buides o tubulars. La Monarda fistulosa, per exemple, té flors tubulars.  El terme es va utilitzar per primera vegada al segle XIV.

## Tipus
Existeixen diversos tipus de fístules:
- Cegues: amb un sol extrem obert.
- Incompletes: amb una connexió a la pell, però sense connexió a un òrgan intern.
- Completes: amb obertures tant externes com internes.
- En ferradura: envolta l'òrgan i ho connecta a la pell.

Encara que la majoria de les fístules tenen forma de tub, algunes tenen múltiples branques.